# Alicia McConnell
Alicia McConnell (* 1962) ist eine ehemalige US-amerikanische Squashspielerin.

## Karriere
Alicia McConnell war in den 1980er-Jahren auf der WSA World Tour aktiv. Ihre höchste Platzierung in der Weltrangliste erreichte sie mit Rang 14.
Bei den Panamerikanischen Spielen gewann sie 1995 mit der Mannschaft die Silbermedaille, im Einzel sicherte sie sich Bronze. Mit der US-amerikanischen Nationalmannschaft nahm sie 1983, 1987, 1990 und 1996 an der Weltmeisterschaft teil. Im Einzel stand sie zwischen 1983 und 1990 dreimal im Hauptfeld der Weltmeisterschaft. 1987 erreichte sie mit der dritten Runde ihr bestes Resultat. Sie wurde von 1982 bis 1988 siebenmal in Folge US-amerikanischer Meister. 1993 beendete sie ihre aktive Karriere.
Direkt im Anschluss wurde sie Turnierdirektorin des von ihr in Carol Weymuller Open umgetauften Wettbewerbs in New York City, zudem wurde sie Nationaltrainerin des US-amerikanischen Juniorinnenkaders. Seit 1998 arbeitet sie als Trainerin und Koordinatorin beim United States Olympic Committee. Im Jahr 2000 wurde sie in die Hall of Fame des nationalen Verbandes U.S. Squash aufgenommen.

## Erfolge
- Panamerikanische Spiele: 1 × Silber (Mannschaft 1995), 1 × Bronze (Einzel 1995)
- US-amerikanischer Meister: 7 Titel (1982–1988)